# Khongbap
A khongbap (hangul: 콩밥, RR: kongbap) rizsből és babfélékből álló koreai egytálétel, melyet táplálónak és egészségesnek tartanak. Készülhet fehérrizsből vagy barnarizsből, egy vagy többféle babbal, illetve gabonafélékkel keverve. Leggyakrabban rövidszemű barnarizs, borsó, azuki bab, fekete szójabab, Jób könnyei (Coix lacryma-jobi), fekete ragacsos rizs és cirok keverékéből áll. Előre elkészített, szárított keveréket is lehet kapni, ezt főzés előtt néhány órával vízbe kell áztatni.
A khongbap (kongbap) egy időben a koreai börtönökben leggyakrabban felszolgált étel volt, ami folytán a khongbap mokta (kongbap meokda) (콩밥 먹다, khongbap (kongbap)ot enni) kifejezés szleng jelentése „börtönben lenni”.

## Fordítás
Ez a szócikk részben vagy egészben  a   Kongbap című angol Wikipédia-szócikk ezen változatának fordításán alapul.  Az eredeti cikk szerkesztőit annak laptörténete sorolja fel. Ez a jelzés csupán a megfogalmazás eredetét és a szerzői jogokat jelzi, nem szolgál a cikkben szereplő információk forrásmegjelöléseként.